# アマルナ
アマルナ（Amarna）またはエル・アマルナ（アラビア語: العمارنة al-‘amārnah）は、ナイル川東岸、現在のエジプトのミニヤー県に位置する場所である。
アル・アマルナ、テル・エル・アマルナとも呼ばれる（後述）。県都のミニヤーから南に58km、首都カイロからは南に312km、ルクソールからは北に402kmの位置にある。アマルナの地には現在、いくつかの村がある。
アマルナには多数の古代エジプトの考古遺跡がある。紀元前1353年ごろ、エジプト第18王朝後期のファラオ・アメンホテプ4世が新たな首都として建設したが、短期間で放棄された都市だった。古代エジプトではアケトアテン（Akhetaten）と呼ばれていた。アケトアテンとは「アテンの地平線」の意である。
アマルナ革命の間はシナイ半島以東の治安維持が難しくなった。ブルナ・ブリアシュがエジプトへ送った使節がカナン北部のアッコンで地元領主の略奪隊に襲われている。ブルナ・ブリアシュはエジプトに犯人の処刑と被害の弁償を訴えている。さもないと使者の往来が全く絶たれるとも書いた。
この場所は後のローマ帝国時代や初期のコプト正教会時代にも使われており、都市の南部の発掘ではそれらの時代の遺構が見つかっている。

## 地名について
"Amarna" という地名は8世紀にリビア砂漠を去ってこのあたりのナイル川河岸に定住した遊牧民 Beni Amran に由来する。
「テル・エル・アマルナ」とも呼ばれるが、"Tel" はアラビア語で「遺丘」を意味する。

## アケトアテン

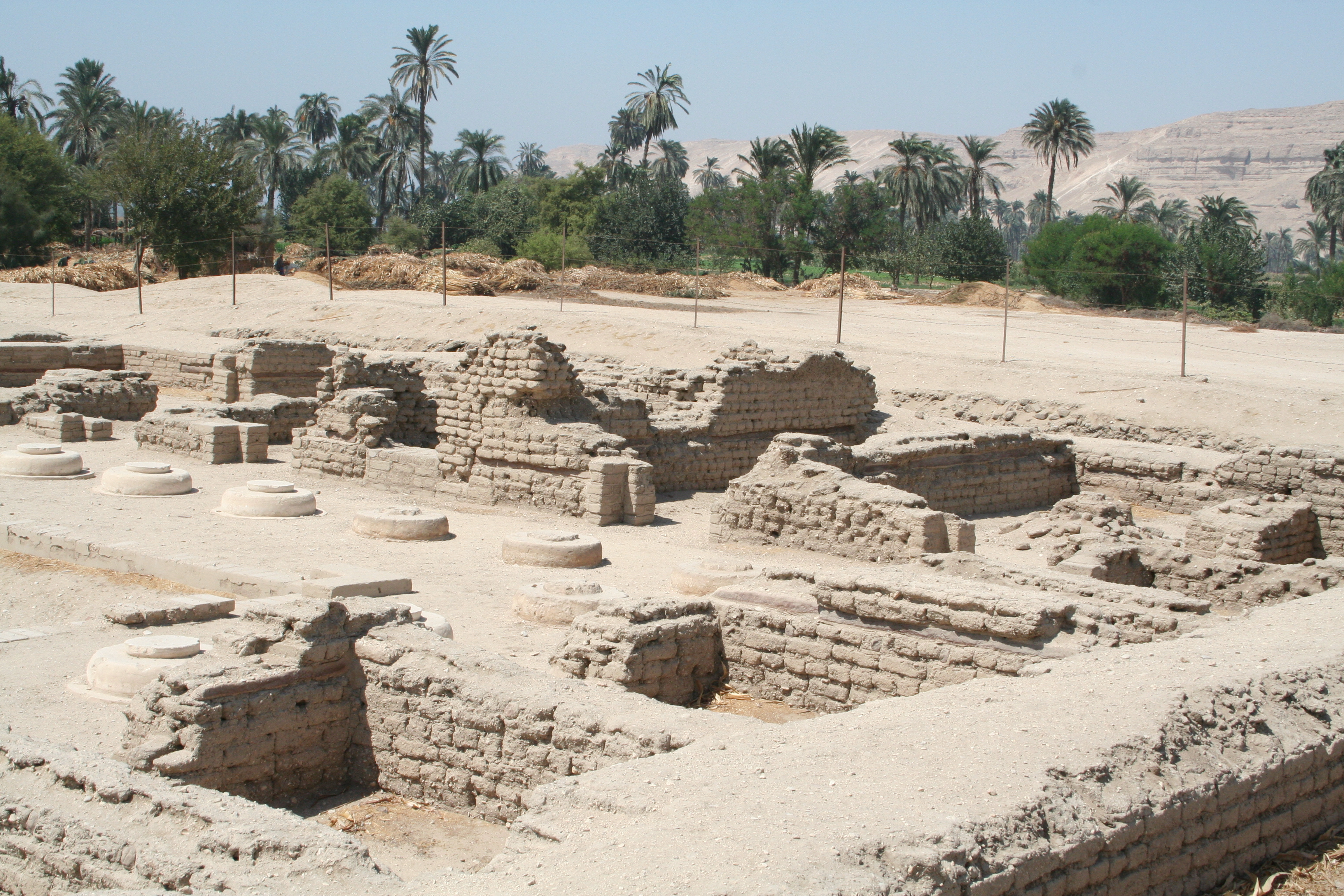
北の王宮の遺構

アケトアテンが建設された場所にはほぼ何もなかった。アメンホテプ4世がアクエンアテンと名乗り、アテン神信仰のための新首都として建設した。建設は彼の治世5年目ごろ（紀元前1346年）に始まり、9年目（紀元前1341年）に完成したが、その2年前から首都として使われ始めた。建設を早めるため、泥レンガを多用して表面を磨いた建物がほとんどである。重要な建物は表面を地元産の石で覆っていた。
古代エジプトの都市で、これほど構成の配置がそのまま保存されている都市は珍しい。これは、アクエンアテンの死後間もなく放棄されたという事実が大きく影響している。アクエンアテンの死後も10年ほどは人々が住んでいたようで、ホルエムヘブに捧げられた神殿が見つかっていることから、少なくとも彼の治世初期にも住民がいたと見られている。その後はローマ人がナイル川に沿って入ってくるまで放棄されていた。しかし、その成立と放棄の事情が特殊であるため、アケトアテンを古代エジプトの都市の代表例としてよいのかという疑問がある。アケトアテンは急いで建設された都市であり、ナイル川東岸に沿って約13kmの領域にまたがっていた。対岸は都市に食料を供給するための耕作地とされた。都市全体を14個の境界碑で囲んでおり、建設当時の都市の範囲がはっきりしている。
最古の日付が刻まれた境界碑 Boundary stelae K には、アクエンアテンの「治世5年目の8月13日 (Year 5, IV Peret, day 13)」とある（14個の境界碑の多くは侵食がひどく、碑文が読めない）。それがアクエンアテンによる都市建設の記録を保持している。碑文には、ファラオがこの地にアテンの神殿をいくつか建て、東の丘に自身と妻ネフェルティティと長女メリトアテンの墓を作り、自身が死んだときにアケトアテンに埋葬されることを望んだということが書かれている。Boundary stelae K にはアケトアテンで催された祝賀行事について書かれた記述がある。
| 「 | 陛下が琥珀金製の大きな戦車に登ると、その姿はさながらアテン神が地平線から昇ってきて大地を慈愛で満たすかのようだった。そして始まりの地、（アテンが）自らのために作りたもうたアケトアテンへと向かう道を進んだ。アテンのためにアケトアテンを建設しアテンの記念碑を建てたのは、その息子 Wa'enre （アクエンアテン）であり、父（アテン）に命じられてのことである。天も地も彼を注視し、全てが喜びで満たされた。 | 」 |

碑文にはさらにアクエンアテンがアテン神に奉納をする様子が描かれている。境界碑の上の半円部に描かれているのはそのときの様子であり、アテンの放つ光線に照らされて王と王妃と長女が若返る力を得る様が描かれている。

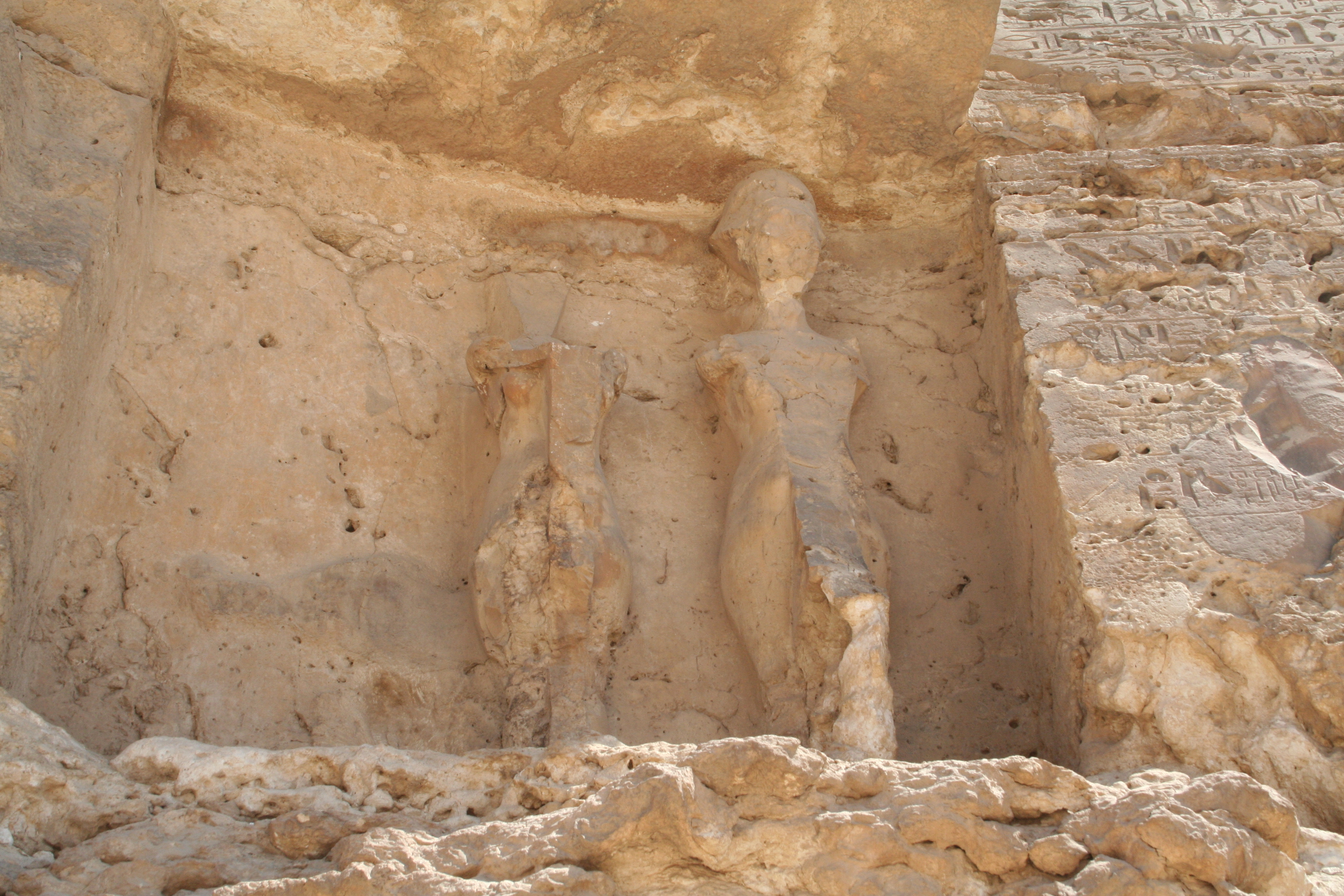
アマルナの境界碑 Boundary stela U の左にある彫像

### 遺跡の配置

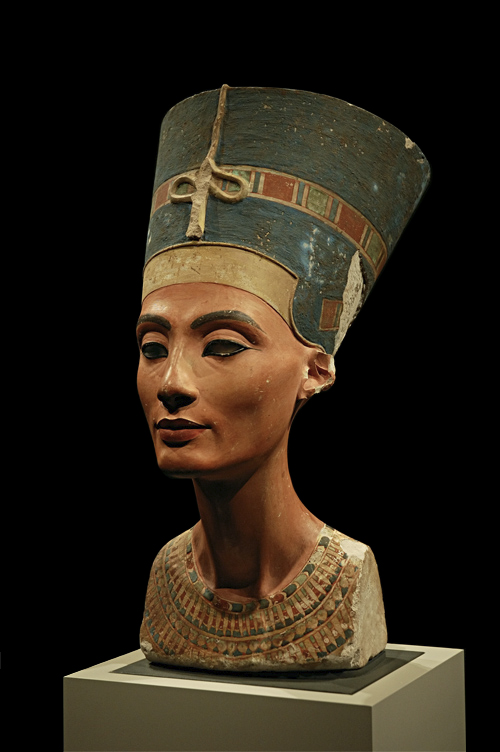
ネフェルティティの胸像（紀元前1345年）

ナイル川東岸に位置し、都市の遺跡は北から南に通る「王の道」、現在の 'Sikhet es-Sultan' に沿って存在する。王宮は北部に集中しており、「北の都市 (North City)」と呼ばれている。中央部には行政機関や宗教施設があり、南部には住居が集中していた。
北の都市
北の都市には、王族が住んでいた「北の王宮 (Northern Palace)」がある。この北の王宮と中央の都市の間に比較的大きな住居が並んでいるが、王の道から遠くなるにつれて住居が小さく粗末になっている。
中央の都市
重要な儀式や行政を司る建物の大部分は中央の都市にある。アテン大神殿と小神殿があり、宗教上の中心となっていた。また、両神殿の間に王と王族の執務用の「大王宮」と「王の邸宅」があり、橋や傾斜路で相互に繋がれていた。宮殿の裏手にファラオに仕える政庁があり、そこでアマルナ文書が発見された。この区域は最初に完成したと見られており、少なくとも2段階に分けて建設された。
南の郊外
都市の南部は「南の郊外 (Southern Suburbs)」と呼ばれている。大臣、将軍、アテン大祭司など有力な貴族の家が多くあった。また、彫刻家トトメスの工房もあり、1912年に有名な『ネフェルティティの胸像』がそこで見つかった。
さらに南には Kom el-Nana と呼ばれる遺構があり、太陽神殿と見られている。その隣には宮殿または太陽神殿とされる Maru-Aten があり、元々はアクエンアテンの王妃キヤ(en)のために建設されたが、キヤが亡くなったため、娘メリトアテンのための建物として作りかえられた。
周辺部
都市は境界碑(Boundary Stelae)で取り囲まれており（個々の碑はナイル両岸の断崖に掘られた長方形のものである）、アケトアテン建設について記されていて、アケトアテンについての第一級の情報源となっている。
アケトアテンから東に向かうと狭い谷があり、断崖に隠されるように王族のネクロポリスがある。完成した墓は1つだけで、名前のわからない王妃の1人が埋葬されていた。アクエンアテンの墓は未完成だったが本人とその次女メケトアテンのために急いで使われたと見られている。
王族の墓の南北の断崖にアケトアテンで亡くなった高官の墓がある。

## アマルナ美術
古代エジプト美術は理想化された様式的なものが多かったが、アマルナ美術と呼ばれる様式はその写実性において際立っており、王族が子供たちと遊んでいる様子など非公式的な場面も描いている。アテン信仰は完全に廃れたが、美術様式は後世にある程度影響を残した。アマルナ美術では、長い歴史を持つエジプト美術の慣習をいくつか打ち破った。例えば、王族を写実的に描き、風刺画的ですらある。また、女性を男性よりも明るい色で描くという慣習をやめた。

## 再発見と発掘

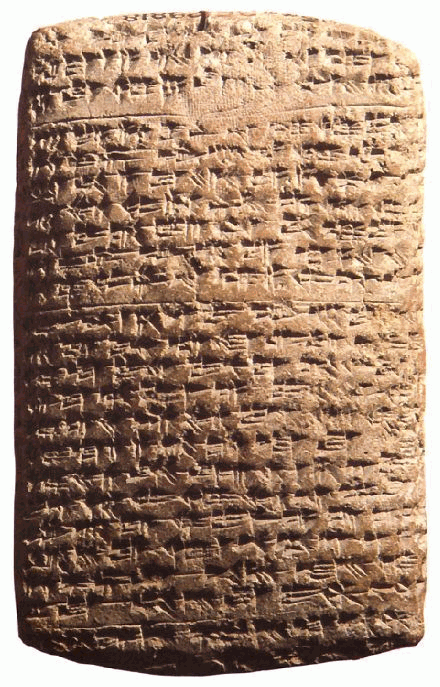
アマルナ文書の1つ

1714年、フランスのイエズス会司祭クロード・シカールが西洋においてこの都市について最初に言及した。彼はナイル川を遡上する旅をした際にアマルナの境界碑を記録した。1798年から1799年にかけてナポレオンがエジプトに遠征した際、アマルナの最初の詳細な地図を製作し、1821年から1830年の間に刊行された『エジプト誌』に掲載した。
1824年、ジョン・ガードナー・ウィルキンソンがアマルナを調査し、地図を作成した。1833年にはロバート・ヘイらがアマルナ周辺を調査し、都市南方に砂に埋もれた墓を発見し、レリーフを記録している。その記録は刊行されないまま大英図書館に保管されていた。その墓の位置を特定するプロジェクトは今も進行中である。
1843年と1845年にはカール・リヒャルト・レプシウス率いるプロイセンの調査隊がアマルナを調査し（2回で合計12日間の調査）、見えている記念碑やアマルナの地勢をスケッチや拓本で記録した。その成果は1849年から1913年にかけて Denkmäler aus Ægypten und Æthiopien として刊行され、中にはさらに詳細化された地図もあった。正確さに欠ける面はあるものの、Denkmäler はアマルナの墓や境界碑のレリーフや碑文を研究するための基礎資料となった。遺構の多くがその後破損したり紛失したりしているため、これら初期の調査の記録は非常に重要である。
1887年、肥料を捜してアマルナで土を掘っていた地元の女性が300枚以上の楔形文字の刻まれた粘土板を発見した。これらがアマルナ文書と呼ばれている。重要な外交文書を記録したもので、青銅器時代の古代オリエントで「リングワ・フランカ」としてよく使われていたアッカド語で書かれている。この発見によってアマルナの重要性が認識されるようになり、さらなる調査が行われることになった。
1891年と1892年、アレッサンドロ・バルサンティ (en) が王の墓を「発見」した（地元民は1880年ごろにはその存在を知っていたと見られている）。ほぼ同じころフリンダーズ・ピートリーもエジプト調査基金（後の英国エジプト学会）の支援によりアマルナで1シーズンを過ごして発掘調査している。ピートリーは主に中央の都市を発掘し、アテン大神殿、大王宮、王の邸宅、政庁、いくつかの個人宅を調査した。試掘より若干多い程度でしかないが、ピートリーの発掘調査によって、さらなる楔形文字を刻んだ粘土板やガラス工房の遺構が見つかり、王宮を掘って出てきた土をふるいにかけて陶片やガラス片も大量に発見した。ピートリーが発掘結果を素早く発表したことで、アマルナへの関心がさらに集まることになった。
イラストレーターの Norman de Garis Davies は1903年から1908年にかけてアマルナの個人の墓や境界碑の精密な模写を刊行した。
1907年から1914年、ルートウィヒ・ボルヒャルト率いるドイツ・オリエント協会の調査隊がアマルナの北の都市と南の郊外を徹底的に発掘した。有名なネフェルティティの胸像（現在はベルリンにある）はこのとき、彫刻家トトメスの工房で他の彫像と共に発見された。第一次世界大戦の勃発により、ドイツ隊の発掘調査は1914年8月に中止となった。
1921年から1936年、英国エジプト学会が再びアマルナの発掘を行い、主に宗教施設や王宮を調査した。これにはレオナード・ウーリーらが加わっていた。
1960年代にはエジプトの考古学組織（現在の考古最高評議会）がアマルナの発掘をとりしきるようになっていった。
都市の発掘は現在、英国エジプト学会の後援でケンブリッジ大学の考古学者 Barry Kemp が指揮している。1980年には Geoffrey Martin 率いる別の調査隊が王家の墓のレリーフを記録しており、後に英国エジプト学会によって2巻の本として出版された。
2007年、英国エジプト学会の発掘調査で新たに墓地が発見されている。